# Cerknické jezero
Cerknické jezero (slovinsky Cerkniško jezero) je vodní plocha poblíž města Cerknica na jihozápadě Slovinska. Nachází se v jižní části stejnojmenného polje v Dinárských horách v nadmořské výšce 550 metrů. Při maximálním stavu vody je největším jezerem ve Slovinsku.

## Vodní režim
Jediným přítokem je říčka Cerkniščica, hlavním zdrojem vody jsou však krasové vyvěračky, velikost jezera proto závisí na hladině podpovrchové vody v daném ročním období. Průměrná rozloha se pohybuje okolo 25 km² – v době jarního tání může rozloha činit až 40 km² a maximální hloubka 10 m, kdežto v horkém a suchém létě jezero téměř úplně vysychá a mění se v pláň porostlou rákosím.

## Využití
Jezero patří k významným turistickým atrakcím, kde je možno provozovat vodní sporty a rybolov (hojně se zde vyskytuje štika obecná), jako hnízdiště vodního ptactva je zapsáno na seznam Natura 2000.

## Historie
O jezeře se zmiňuje Strabón pod názvem Lugeon, sezónní kolísání jeho hladiny popsal již v 17. století Janez Vajkard Valvasor v dopise Královské společnosti. 
S místem je spojena legenda o zakázané lásce mezi potomky znepřátelených šlechtických rodů, kteří nakonec v jezeře nalezli smrt.